# جاك روس (لاعب كرة قدم)
جاك روس (بالإنجليزية: Jack Ross)‏ هو لاعب كرة قدم أسترالي، ولد في 2000. لعب مع نادي ريتشموند لكرة القدم.

## روابط خارجية
- جاك روس على موقع AustralianFootball.com (الإنجليزية)
- جاك روس على موقع AFLtables.com (الإنجليزية)